# Mahmoud Ahmed
Mahmoud Ahmed (født 8. maj 1941) er en etiopisk sanger med Gurageaner. Han blev født i Addis Ababa, hvor han startede som skopudser indtil han blev altmuligmand i Arizona Club, hvor han i slutningen af 1960'erne første gang tjente penge på at synge. Indtil 1974 sang han i Imperial Body Guard Band, og indspillede med andre musikgrupper for Amha og Kaifa records.